# Pieter de Monchy
Pour les articles homonymes, voir Monchy.
Pieter de Monchy, né le 2 juillet 1916 à Hengelo (Overijssel) et mort le 27 avril 2011 à Haarlem, est un sculpteur néerlandais.